# 화이티우메다

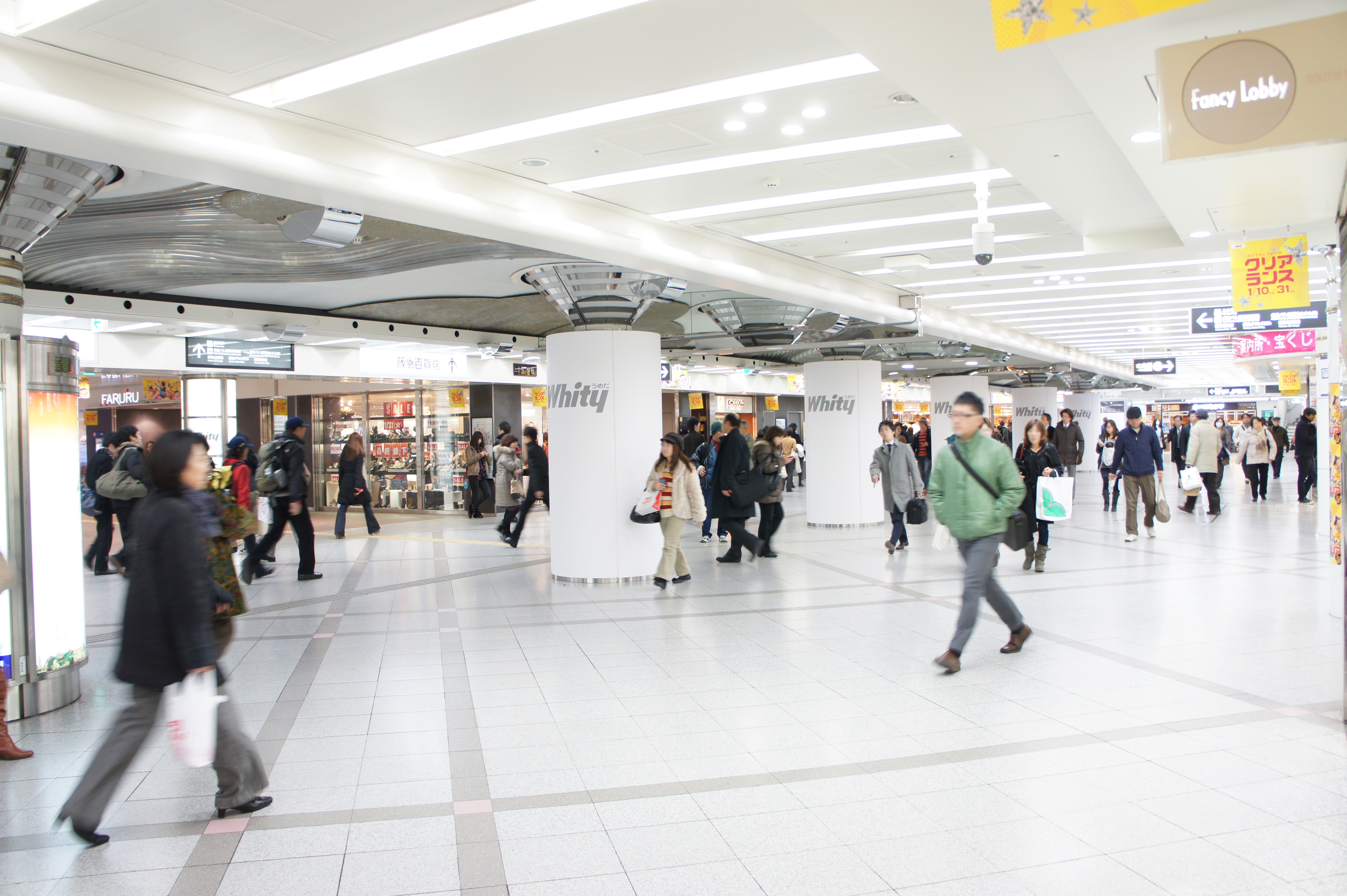
화이티우메다

화이티우메다(일본어: ホワイティうめだ, 영어: WHITY UMEDA)는 일본 오사카부 오사카시 우메다에 있는 지하상가이다. 길이는 1.6km이며 오사카역, 우메다역, 히가시우메다 역에 그물망처럼 얽혀 있다.